# 吉勒·博斯凯
吉勒·博斯凯（法語：Gilles Bosquet，1974年7月14日—），法国男子赛艇运动员。他曾代表法国参加1996年和2000年夏季奥林匹克运动会赛艇比赛，其中1996年奥运会获得一枚银牌。